# Escanciar

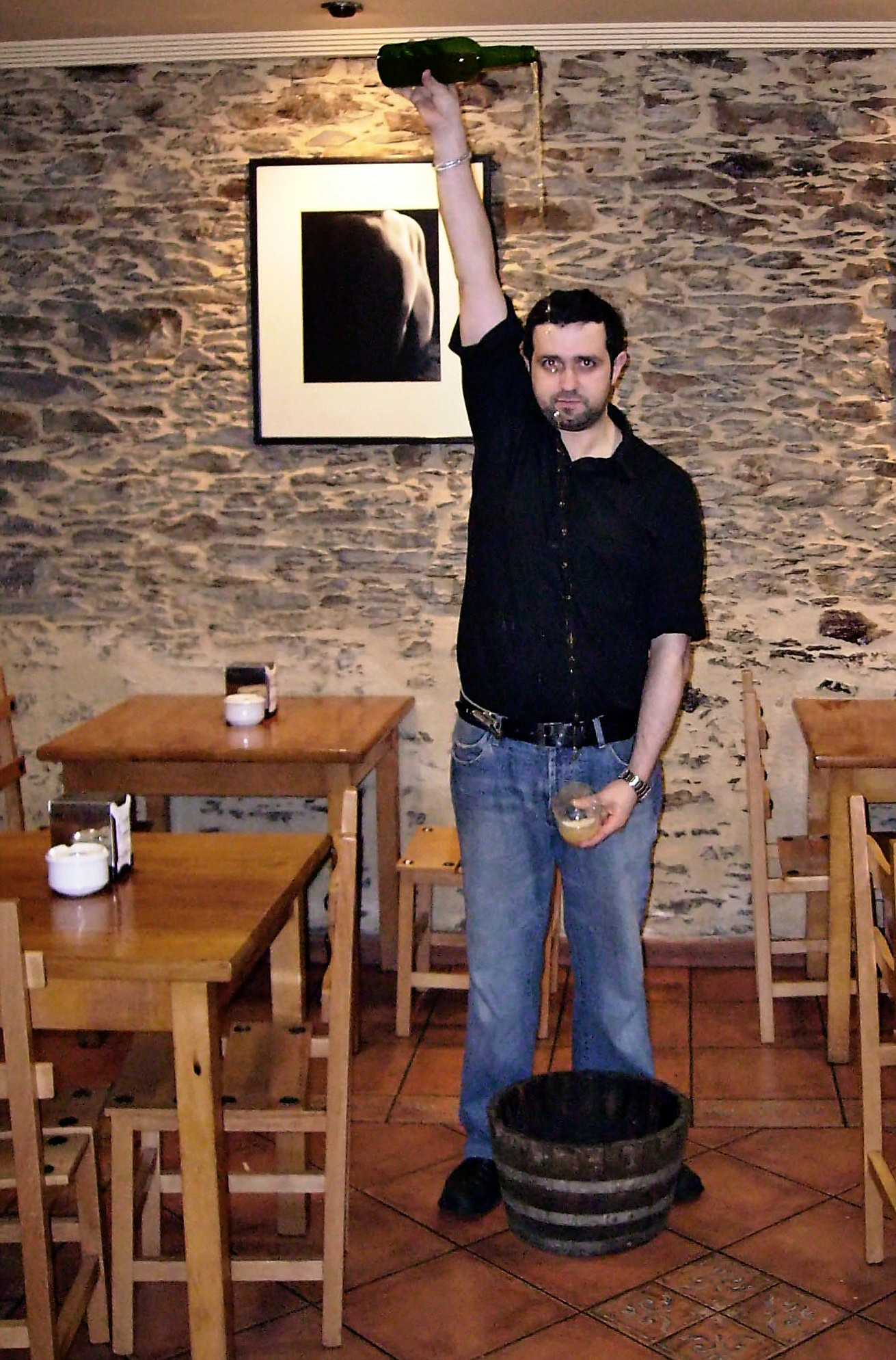
Escanciando un culín en una sidrería de Navia, Asturias.

Escanciar es el acto de servir, verter o decantar bebida de la botella a una copa o vaso. Es una palabra de origen godo, cuyo significado es "servir una bebida". Actualmente, se refiere mayoritariamente al decantado de la sidra natural, aunque también a la sidra espumosa y el vino; la acción de escanciar indica un modo particular de servir la bebida.

## Modo de operación
Se trata de hacer que el chorro de líquido impacte contra el borde del vaso, que se sitúa en posición casi horizontal. De este modo se consigue que el oxígeno del aire se mezcle con el carbónico de la sidra y en consecuencia por unos segundos ésta adquiera características de una bebida con gas y para que los posos que tiene la sidra natural y hay en la botella choquen contra el cristal del vaso y se dispersen.

## Razones del escanciado
Este peculiar método de servirla consigue además volatilizar parte del ácido acético que la sidra posee y potenciar las propiedades organolépticas de la bebida.

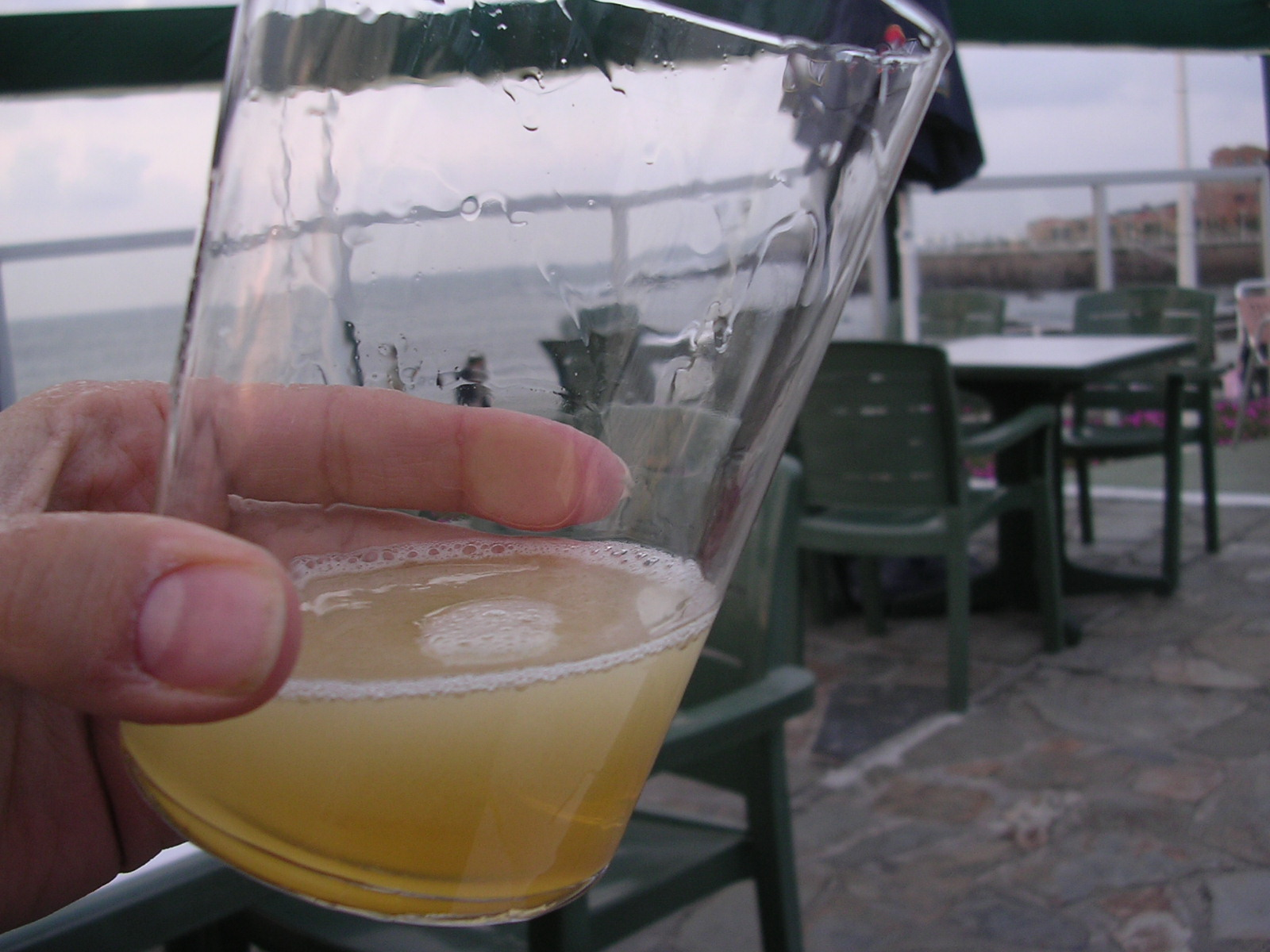
Culín de sidra recién escanciado.